# Большая Вирова
Большая Вирова — деревня в Устьянском районе Архангельской области.

## География
Находится в южной части Архангельской области на расстоянии приблизительно 11 км на юг-юго-восток по прямой от административного центра района поселка Октябрьский.

## История
В 1859 году здесь (деревня Вельского уезда Вологодской губернии) был учтен 31 двор. До 2022 года входила в Малодорское сельское поселение до его упразднения.

## Население
Численность населения: 260 человек (1859 год), 9 (русские 100 %) в 2002 году, 10 в 2010.